# 吉田修一 (福島市長)
吉田 修一（よしだ しゅういち、1927年（昭和2年）3月4日 - 2013年（平成25年）7月2日）は、日本の政治家。福島市長（4期）。

## 来歴
福島県福島市出身。早稲田大学商学部卒業後、福島市商工会議所に入り、書記を務める。その後、1956年（昭和31年）福島市役所に入る。市役所内では商工課勤務を経て、企画商工部、財政部、総務部の各部長を歴任し、1976年（昭和51年）に退職。1985年（昭和60年）の福島市長選挙に立候補して当選、4期務めた。2001年に引退。2013年死去。